# Hiến pháp Argentina

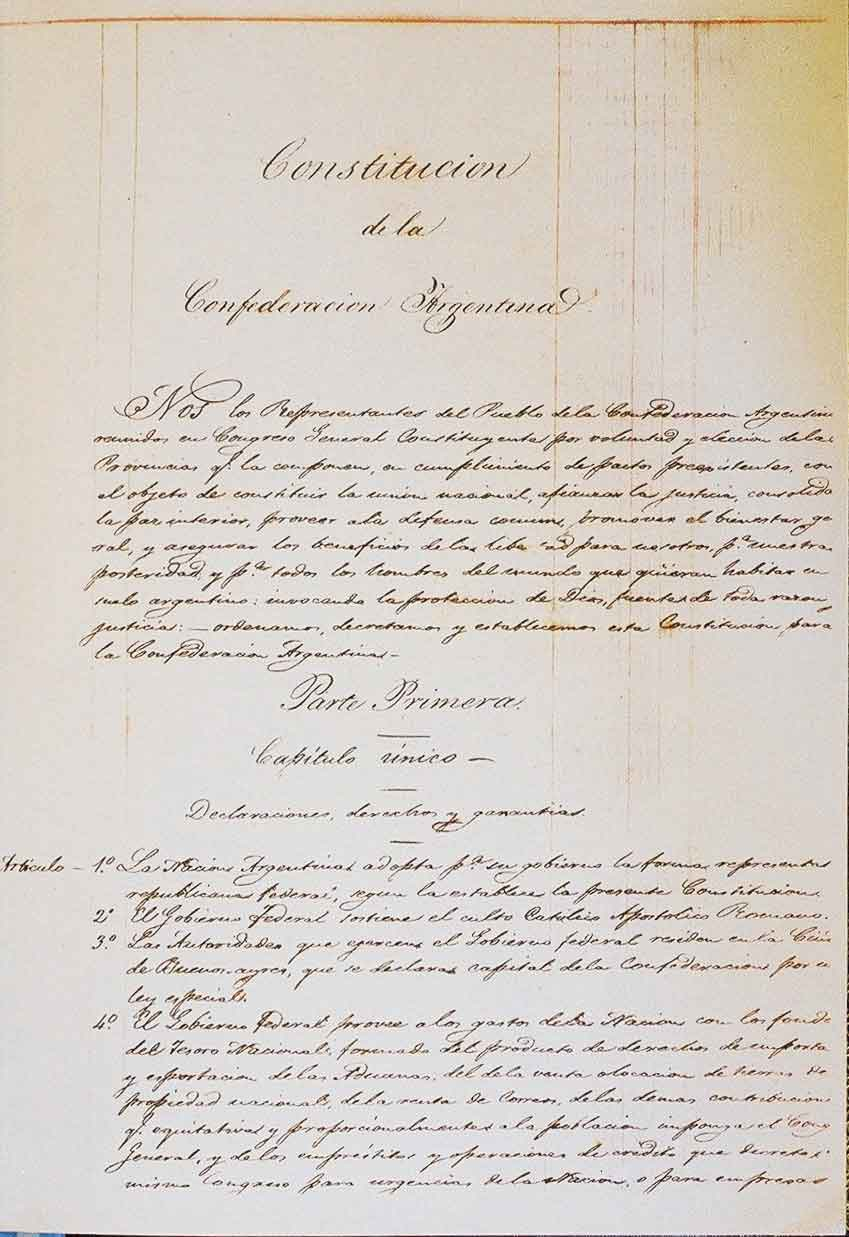
Lời mở đầu.

Hiến pháp Argentina, mà hiện nay chi phối các nước Cộng hòa Argentina, đã được phê duyệt bởi một phái đoàn gồm đại diện của mười ba tỉnh, sản xuất tại thành phố quốc hội lập hiến Santa Fe trong năm 1853. Các văn bản khác nhau của Hiến pháp này đã được cải cách nhiều lần, là văn bản cuối cùng được thực hiện vào năm 1994, và đã bị bỏ lại mà không có hiệu lực hoặc được sửa đổi bởi chính quyền trên thực tế trong chín lần.
Mục đích của Hiến pháp năm 1853 là chấm dứt chu kỳ nội chiến và đặt nền móng cho Tổ chức Quốc gia, những mục tiêu cần thêm vài thập kỷ để hoàn thành. Trước khi phê duyệt này, đã có một số nỗ lực (vào năm 1819 và 1826) đã bị từ chối vì nhiều lý do.
Văn bản hiến pháp bao gồm hai phần:
- Phần thứ nhất: Declaraciones, Derechos y Garantías (tuyên bố, quyền và bảo lãnh, Điều 1-43)
- Phần thứ hai: Autoridades de la Nación (cơ quan quốc gia, điều 44-129)

Các điều ước quốc tế khác nhau như Tuyên ngôn Nhân quyền và Nhiệm vụ của Hoa Kỳ và Tuyên ngôn Quốc tế về Nhân quyền có tư cách lập hiến.
Theo Hiến pháp, Nguyên thủ quốc gia Argentina không có quyền lập pháp, điều này tùy thuộc vào Quốc hội: họ chỉ có thể làm như vậy bằng cách ban hành, trong các tình huống - giới hạn, nghị định cần thiết và cấp bách. Tuy nhiên, những tình huống này đã trở nên phổ biến trong những thập kỷ gần đây.